# 岳鳳麟
岳鳳麟（1929年9月—），出生於中國江蘇宜興洋溪鎮洋溪瀆溪北村。1953年畢業於北京大學俄羅斯語言文學系，後留校任教，為該校的俄羅斯語言文學系教授。其著作有《俄國文學史》與《俄蘇文學史》。